# Stefan Aste
Stefan Aste Nilsson, född 1 maj 1961 i Trelleborg, är en svensk konstnär. 
Stefan Aste bedrev privata konststudier i Trelleborg, Malmö och vid Skånska målarskolan 1980–1984. Han företog studieresor till bland annat Danmark och Frankrike. Aste har utfört landskapsbilder från Skåne, franska vyer och porträtt. Dessa kännetecknas av en välstämd kolorit och säker teckning. Vidare har han gjort arbeten i olja, pastell, bly samt koppartryck. Utställningar i Skåne och Frankrike. Tidig signatur var S. Aste, senare S.A.N.